# Stazione di Badoere-Levada
La stazione di Badoere-Levada è una stazione ferroviaria della dismessa ferrovia Treviso–Ostiglia, un tempo posta a servizio della frazione di Badoere, sita nel comune di Morgano, e della frazione di Levada, facente parte del comune di Piombino Dese. Era situata al km 101+985 della predetta strada ferrata.

## Storia
L'impianto fu aperto il 28 ottobre 1941, assieme al tronco Grisignano di Zocco–Treviso della linea Treviso–Ostiglia.
La stazione rimase in esercizio effettivo per pochi anni. Durante la seconda guerra mondiale, lo stabile rimase sotto il controllo della Wehrmacht, che se ne servì per il transito delle proprie tradotte militari e per i convogli di prigionieri. Dopo le distruzioni subite durante il conflitto il tronco su cui insisteva la stazione di Badoere-Levada non venne più riattivato, pertanto nel 1945 l'impianto venne a cessare del tutto le proprie funzioni.

## Strutture ed impianti
La stazione era dotata di un fabbricato viaggiatori a pianta rettangolare e a due livelli. Al piano inferiore erano posizionate le sale d'attesa di I, II e III classe, l'ufficio movimento ed il deposito bagagli. Il piano superiore un tempo era riservato ad abitazione del capostazione. Nel 2011 questi locali sono abbandonati, in quanto l'edificio risulta inagibile.
L'impianto era inoltre dotato di uno scalo merci e di un magazzino merci, il cui tetto risulta allo stato attuale completamente assente. La stazione avrebbe dovuto essere collegata ai paesi limitrofi tramite strada comunale, che tuttavia non fu mai realizzata per lo scoppio del conflitto.